# Lukáš Křeček
Lukáš Křeček (* 18. září 1986, Kladno, Československo) je český fotbalový záložník, momentálně působící v druholigovém týmu FC Graffin Vlašim.

## Klubové statistiky
Aktuální k datu : 28. červen 2012
| Sezona | Klub                | Země  | Soutěž  | Zápasy | Góly |
| ------ | ------------------- | ----- | ------- | ------ | ---- |
| 06/07  | SK Kladno           | Česko | 1. liga | 0      | 0    |
| 07/08  | FC Graffin Vlašim   | Česko | ČFL     | 30     | 3    |
| 08/09  | FC Graffin Vlašim   | Česko | ČFL     | 32     | 3    |
| 09/10  | FC Graffin Vlašim   | Česko | 2. liga | 16     | 2    |
|        | 1. FC Brno          | Česko | 1. liga | 9      | 0    |
| 10/11  | FC Zbrojovka Brno   | Česko | 1. liga | 5      | 0    |
|        | FC Zbrojovka Brno B | Česko | MSFL    | 5      | 0    |
|        | SFC Opava           | Česko | MSFL    | 10     | 3    |
| 11/12  | SFC Opava           | Česko | 2. liga | 26     | 6    |
|        | celkem              |       |         | 133    | 17   |